# Galeria de Arte da Grande Victoria
A Galeria de Arte da Grande Victoria é uma galeria canadense de arte localizada em Victoria, Colúmbia Britânica, Canadá. Aberta em 1951, a colecção da galeria possui importantes trabalhos por artistas como Emily Carr, e tem uma das mais importantes colecções de arte asiática no Canadá. Um jardim japonês nos terrenos da galeria contem o único autêntico santuário Xinto japonês em toda a América do Norte.